# Argentinos Juniors
Die Asociación Atlética Argentinos Juniors – oft kurz Argentinos genannt – ist ein argentinischer Fußballverein aus dem Viertel La Paternal in Buenos Aires. Der Verein wurde 1904 in einem anarchistischen Buchladen im Stadtteil Villa Crespo unter dem Namen Mártires de Chicago (spanisch für Märtyrer von Chicago) – in Andenken an die beim Haymarket Riot 1886 in Chicago, Illinois, erschossenen, für den Acht-Stunden Tag demonstrierenden Arbeiter – gegründet. Dieses Ereignis führte einst zur Einführung des 1. Mai als Tag der Arbeit. Schon bald nach der Gründung nahm er als Asociación Atlética y Futbolística Argentinos Unidos de Villa Crespo am offiziellen Spielbetrieb der argentinischen Hauptstadt teil.
Der Copa-Libertadores-Gewinner von 1985 war 1931 Gründungsmitglied der argentinischen Profiliga. Argentinos ist auch der ursprüngliche Verein von Diego Maradona. Weitere bedeutende Spieler die der Jugend des Vereins entstammen sind beispielsweise Juan Román Riquelme, Esteban Cambiasso und Fernando Redondo.

## Geschichte
Der Verein, der auch unter dem Spitznamen El Bicho bekannt ist, wurde am 15. August 1904 im Stadtteil La Paternal gegründet.
Nach Einführung der argentinischen Profiliga 1931 blieb der Klub bis 1937 in der obersten Liga, musste dann allerdings absteigen. Von 1938 bis 1955 spielte Argentinos Juniors in der 2. Liga, dann konnte der Meistertitel und somit der Wiederaufstieg erreicht werden. Seit 1956 ist der Verein bis auf vier Spielzeiten (1996/97, 2002/03, 2003/04 und 2014) in der Primera División vertreten.
Die erfolgreichste Zeit der Argentinos Juniors waren die Jahre 1984, 1985 und 1986, in denen zwei Meistertitel sowie die Copa Libertadores und Copa Interamericana gewonnen wurden. Erst 2010 wurde mit der Clausura wieder ein Titel gewonnen.

## Erfolge
- Copa Libertadores: 1985
- Copa Interamericana: 1986
- Argentinische Meisterschaft Primera División: 1984 (Metropolitano), 1985 (Nacional), 2010 (Clausura)

## Stadion
Das am 26. Dezember 2003 eröffnete Estadio Diego Armando Maradona (34° 36′ 22″ S, 58° 28′ 21″ W) hat eine Kapazität von 24.800 Plätzen. Aufgrund der schwierigen wirtschaftlichen Situation des Klubs betrug die Bauzeit fast zehn Jahre.

## Trainer
- Sergio Batista (2001–2003)
- Carlos Mayor (2012, 2016)[1]

## Bekannte Spieler
| - Roberto Acuña - Sergio Batista - Lucas Barrios - Eduardo Bennett - Claudio Borghi - Diego Cagna - Esteban Cambiasso - Fabricio Coloccini - Matías Delgado - Adrián Domenech - Carlos Ereros - Ubaldo Fillol | - Leonel Gancedo - Cristian Raúl Ledesma - Juan José López - Diego Maradona - Faryd Mondragón - Leonel Núñez - Julio Olarticoechea - Jorge Olguín - Néstor Ortigoza - Pedro Pasculli - Nicolás Peric | - José Pekerman - Leonardo Pisculichi - Diego Placente - Jorge Quinteros - Fernando Redondo - Juan Román Riquelme - Ismael Sosa - Juan Pablo Sorín - Andrés Scotti - Líber Vespa - Enrique Vidallé |

## Weitere Sportarten
Neben Fußball ist der Klub Argentinos Juniors auch im Basketball, Handball, Taekwondo und Hockey aktiv.